# 2019 van Albada
2019 van Albada (1935 SX1) là một tiểu hành tinh vành đai chính được phát hiện ngày 28 tháng 9 năm 1935 bởi H. van Gent ở Johannesburg (LS).